# Кулибали, Калифа
Калифа́ Кулибали́ (англ. Kalifa Coulibaly; род. 21 августа 1991, Бамако) — футболист, нападающий сборной Мали и «Кевийи Руан».

## Клубная карьера
Кулибали — воспитанник академии французского «Пари Сен-Жермен». Летом 2014 года он перешёл в бельгийский «Шарлеруа». 25 июля в матче против льежского «Стандарда» он дебютировал во Жюпиле лиге. 13 декабря в поединке против «Васланд-Беверен» Калифа забил свой первый гол за «Шарлеруа».
В летом 2015 года Кулибали перешёл в «Гент», подписав контракт на четыре года. 9 августа в матче против «Андерлехта» он дебютировал за новую команду, заменив во втором тайме Мойзеса Симона. В том же году Калифа помог «Генту» завоевать Суперкубок Бельгии. 31 октября в поединке против «Ауд-Хеверле Лёвен» Кулибали забил свой первый гол за «Гент». 24 ноября 2015 года в матче Лиги чемпионов против французского «Лиона» он забил гол. 17 февраля 2016 года в поединке чемпионской лиги против немецкого «Вольфсбурга» Калифа отметился забитым мячом.
Летом 2016 года в квалификации Лиги Европы против румынского «Вииторула» и македонской «Шкендии» Кулибали забил пять мячей и помог «Генту» выйти в основную сетку турнира.
Летом 2017 года Калифа перешёл во французский «Нант». 26 августа в матче против «Лиона» он дебютировал в Лиге 1. 12 мая 2018 года в поединке против «Анже» Кулибали забил свой первый гол за «Нант».

## Международная карьера
В 2011 году Кулибали в составе молодёжной сборной Мали принял участие в молодёжном Чемпионате мира в Колумбии. На турнире он сыграл в матчах против команд КНДР, Колумбии и Франции.
15 октября 2013 года в товарищеском матче против сборной Северной Кореи Кулибали дебютировал за сборную Мали.
В начале 2017 года в составе сборной Мали Калифа принял участие в Кубке Африки в Габоне. На турнире он сыграл в матчах против команд Ганы и Уганды.

## Достижения
«Гент»
- Обладатель Суперкубка Бельгии: 2015

«Нант»
- Обладатель Кубка Франции: 2021/22